# Nusoncus
Nusoncus là một chi nhện trong họ Linyphiidae.